# 히브리인들에게 보낸 편지
히브리인들에게 보낸 편지(영어: Epistle to the Hebrews), 히브리인들에게 보낸 서간, 히브리서는 신약성경을 이루는 성경 중의 하나이다.
비록 본문에는 저자의 이름이 명시되어 있지 않지만, 전통적으로 사도 바울로가 저술한 것으로 간주되어왔다. 대부분의 고대 그리스어 사본, 고대 시리아어 페시타 역본, 일부 고대 라틴어 사본은 히브리서를 바울로의 서신들 중 하나로 분류하고 있다. 그러나 바울로의 저작성은 로마 교회에서도 의문이 제기되어 왔는데, 유세비우스 역시 이러한 의심이 있다고 기록한 바 있다. 현대 성서학에서는 히브리서의 저자를 알 수 없다고 보며, 바울로 저작성은 인정받지 못하는 추세이다. 소수의 학자들은 히브리서가 바울로의 스타일을 의도적으로 모방하여 작성되었다고 보는데, 바울로와 동역했던 아볼로 또는 브리스길라와 아굴라가 저자라는 견해도 있다.
그리스어를 연구하는 학자들은 히브리서의 문체가 신약성경의 다른 책들보다 세련되고 웅변적이라고 평가하며, “히브리서의 매우 정교하고 신중하게 구성된 그리스어는 바울로의 즉흥적이고 상황에 따라 달라지는 그리스어와는 다르다”고 설명한다. 히브리서는 신약 문헌 중에서도 특히 난해하다 평가된다. 일부 학자들은 히브리서가 예루살렘에 거주하는 유대 기독교인들을 위해 쓰였다고 본다. 이때 이 편지의 주된 목표는 박해 속에서 기독교인들이 신앙을 유지하도록 권면하는 것으로 해석된다. 당시 일부 신자들은 예수가 메시아라는 믿음으로 인해 받는 박해를 피하고자 유대교와 율법 체계로 돌아가려는 생각을 하고 있었다. 히브리서의 주제는 예수 그리스도의 인격과 더불어, 그의 하나님과 인간 사이의 중재자로서의 역할을 가르치는 것이다.
전통적인 학설에서는, 히브리서의 저자가 바울로의 신학을 따르며, 유대 율법이 과거에는 정당한 역할을 했지만 예수가 온 지금은 그것이 이방인을 위한 새 언약으로 대체되었음을 주장한다고 보아왔다. 그러나 점점 더 많은 학자들이 히브리서에는 ‘이방인’, ‘기독교인’, ‘기독교’라는 용어가 나타나지 않으니, 이 편지는 예수를 따르는 유대인들과 초기 랍비 유대교 간의 논쟁의 일환에서 유대인을 대상으로 쓰였다고 보고 있다. 히브리서는 바울로의 논의에서 머무르지 않고, 더 나아가 보다 복잡하고 세부적이며 대립적인 관계를 정의하려 한다. 히브리서는 예수를 “하나님의 영광의 광채요, 그의 본체의 형상이시며 그의 능력의 말씀으로 만물을 붙드시는 분”으로 묘사하며 시작한다. 또한 예수에게 “개척자” 또는 “선구자”, “아들”, “하나님의 아들”, “제사장”, “대제사장”이라는 칭호를 부여한다. 히브리서는 예수를 영화롭게 된 아들이자 대제사장으로 묘사하며, 독특한 이중 기독론을 제시하고 있다.

## 구성
히브리서는 구약성경을 1세기 랍비 유대교의 관점에서 해석하고 또 인용하고 있다. 신약성서와 제2성전기 유대교를 연구한 학자 에릭 메이슨(Eric Mason)은 히브리서의 제사장적 그리스도론이 사해 문서에 나타나는 메시아적 제사장과 멜기세덱의 묘사와 밀접하다고 분석했다. 히브리서와 사해 문서는 둘 다 제사장적 인물을 다윗 왕가의 인물과 연결시키며, 두 경우 모두 신성한 칙령에 의해 제사장들이 종말론적 임무를 맡게 된다고 보았다. 또한 두 제사장적 인물은 속죄를 위한 종말론적 희생을 드린다. 히브리서의 저자가 사해 문서의 "아론의 메시아" 개념에 직접 영향을 받은 것은 아니지만, 이러한 개념들은 "하늘 성소에서 속죄와 영원한 중보를 행하는 제사장으로 예수를 이해하는 밑바탕이 되었다".:199

## 저자
익명성 때문에 히브리서는 정경으로 인정받는 데 어려움을 겪었고, 안티레고메나로 분류되기도 했다. 그러나 그 신학적 견고함, 뛰어난 문체, 내재적 가치 때문에 결국 성경으로 수용되었다.:431 1세기 말까지 히브리서 저자에 대한 합의는 존재하지 않았다. 그 후 수세기 동안 교황 클레멘스 1세, 바르나바, 사도 바울로, 루가, 실라, 아볼로, 브리스길라와 아굴라 등이 저자 후보로 제시되었다.

3세기에 오리게네스는 히브리서에 대해 다음과 같이 적었다:
히브리서라 불리는 서신은 사도 바울이 인정한 특유의 거친 문체나 표현이 보이지 않으며, 문장 구조는 그리스어 문법에 더 가깝다. 이를 구분할 수 있는 사람이라면 동의할 것이다. 그러나 이 서신의 내용은 훌륭하며 사도의 공인된 서신들에 비견될 만하다. 이를 주의 깊게 읽은 사람이라면 누구나 동의할 것이다... 개인적인 의견을 묻는다면, 나는 내용은 사도의 것이지만, 문체와 구성은 사도의 가르침을 기억하고 자신의 해석을 쓴 다른 사람의 것이라고 말하겠다. 만약 어떤 교회가 이 서신을 바울의 것으로 여긴다면, 이는 칭찬받을 일이다. 초기 교회는 이 서신을 바울의 것으로 전수할 만한 충분한 근거가 있었다. 서신의 저자가 누구인지는 오직 하나님만이 아신다. 전해진 기록에 따르면, 클레멘스(로마의 주교) 또는 루가가 저자일 수 있다.— 오리게네스, 유세비우스의 교회사에서 인용.'

여기서 오리게네스가 바울의 저자설을 부정한 것이 아니라, 바울이 대필자를 사용했을 가능성을 언급한 것으로 보기도 한다. 실제로 오리게네스는 다른 저술에서 바울을 히브리서의 저자로 언급한다.

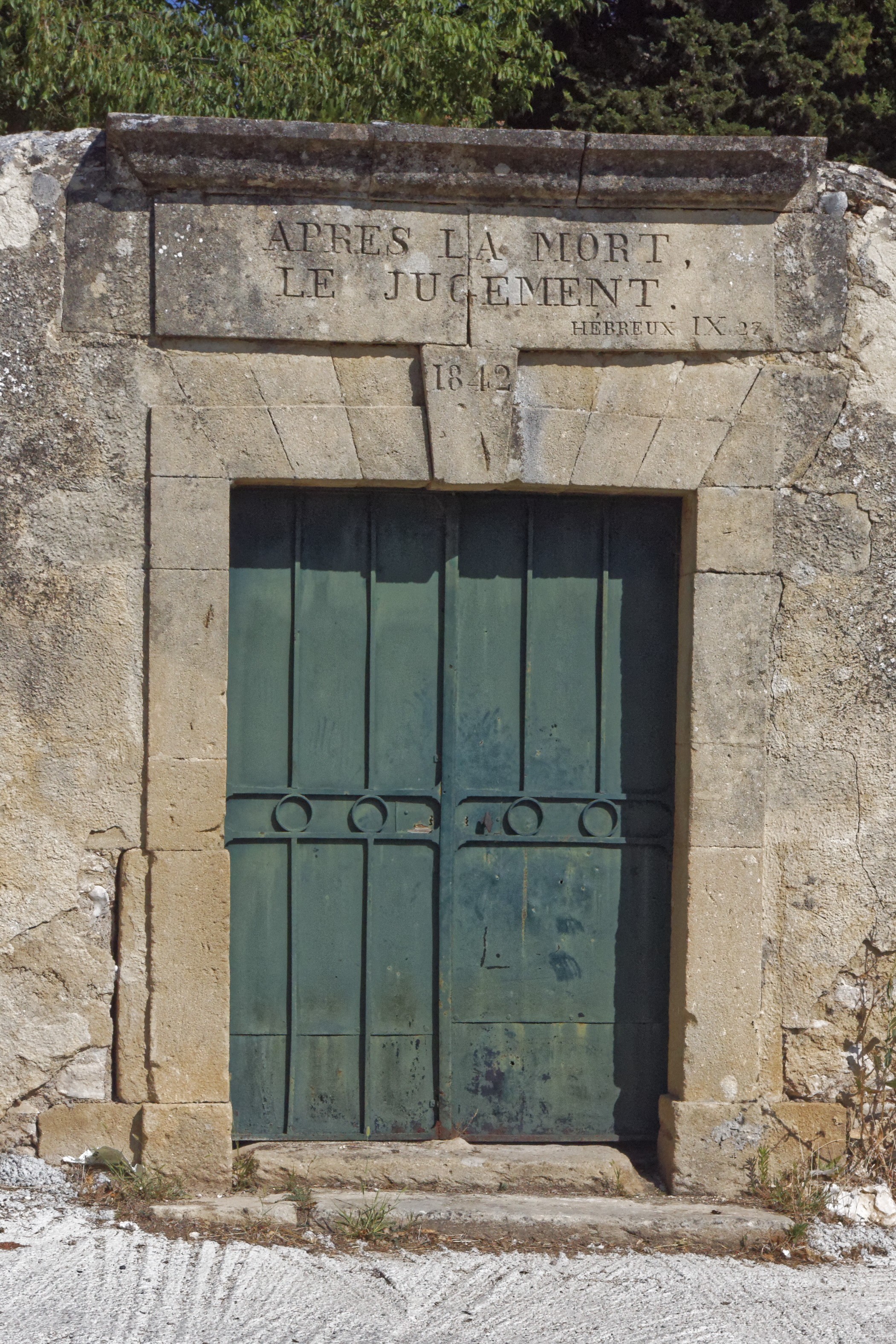
살리넬레스 묘지의 비문, 히브리서 9:27 "죽음 이후에는 심판이 있다."가 새겨져 있다.

4세기에 히에로니무스와 히포의 아우구스티누스는 바울로 저작성을 지지했다. 이로 인해 교회는 히브리서를 바울의 서신 14개 중 하나로 포함시키고, 종교개혁 시기까지 이 입장을 유지했다. 학자들은 히브리서 13장에서 디모테오가 동반자로 언급되는 것을 근거로 바울 저자설을 주장했다. 디모테오는 바울의 선교 동반자였으며, 저자는 또한 서신을 "이탈리아"에서 썼다고 명시하는데, 이는 바울의 상황과 일치한다. 이런 관점에서 문체의 차이는 유대인 기독교인을 대상으로 한 조정으로 설명되기도 한다. 초기 킹 제임스 성경 역시 이러한 경향에서 히브리서에 "사도 바울의 히브리인에게 보낸 서신"이라는 제목을 붙였다.
그러나 많은 현대 학자들은 히브리서가 바울의 제자나 동료에 의해 작성되었을 가능성이 높은 것으로 보는데, 바울 서신과의 문체적 차이가 주요한 근거로 제시된다. 저자가 유대인 공동체의 지도자였을 것이라는 견해도 지지된다. 바울 서신과의 문체 차이, 신학적 초점, 영적 경험, 그리스어 어휘 차이 등이 점점 조명됨에 따라 바울로 저작성은 점점 더 지지하는 이들이 줄어들고 있다.
저자를 브리스길라로 보는 견해도 주목할만 하다. 이 견해는 아돌프 폰 하르나크, A.J. 고든을 비롯해 20세기 초 저명한 학자들의 지지를 받았다. 하르나크는 이 서신이 로마에서 작성되었으며, 교회 전체가 아니라 내부 핵심 그룹을 대상으로 했다고 보았다. 그는 히브리서 13장을 근거로 저자가 "디모데와 동급의 사도적 교사"였다고 주장했으며, 만약 루가, 클레멘스, 바나바, 아볼로가 이 책을 썼다면 그들의 이름이 지워지지 않았을 것이라고 덧붙였다. 루스 호핀은 브리스길라가 저자였으며, 여성 저자라는 이유로 이름이 생략되었거나 혹은 서신이 억압당하지 않기 위해 익명으로 남겨졌다고 주장한다.
휘튼 칼리지의 성서학 교수인 길버트 빌레지키안(Gilbert Bilezikian)도 브리스길라 저자설을 지지하며, 고대 교회에서 "익명성의 음모"가 있었을 가능성을 제기한다. 그는 저자의 신원을 기록한 자료가 없다는 점은 "단순한 망각보다 의도적인 은폐"를 시사한다고 주장한다.

## 편집시기
AD 64년경 로마 네로황제의 기독교에 대한 박해로 순교자가 생기기 시작하기전, 누군가가 로마에 있는 유대기독교인에게 보낸 글이다. 그런데, 인사말도 없고, 발신자와 수신자의 이름이 나타나지 않으며, 회당에서 사용되던 설교형식을 띈 권면의 글이라는 점에서 히브리인들에게 보낸 편지는 편지라기보다 설교문으로 보는 것이 타당할 수 있다.

## 내용

### 배경
히브리인들에게 보낸 편지에서도 다른 신약성경에서와 마찬가지로 기독교인들이 박해를 받는 것이 나타난다. 공공연하게 비방과 환난을 당했고, 소유를 빼앗기거나 감옥에 갇혔다. 그러나, 믿음때문에 죽는사람은 당시까지 없었는데, 히브리서 기자는 장차 신도들이 죽기까지 믿어야한다고 보았다.

### 내용
- 1장 : 하나님께서 아드님을 통하여 말씀하시다, 천사들보다 위대하신 아들
- 2장 : 고귀한 구원, 구원의 영도자
- 3장 : 모세보다 위대하신 예수님, 하나님께서 주시는 안식 (4장으로 이어짐.)
- 4장 : 하나님께서 주시는 안식, 위대한 대제사장이신 예수님 (5장으로 이어짐.)
- 5장 : 위대한 대사제이신 예수님, 성숙한 신앙생활 (6장으로 이어짐.)
- 6장 : 성숙한 신앙생활, 하나님의 확실한 약속
- 7장 : 멜키체덱의 사제직, 멜키체덱과 같은 대사제
- 8장 : 새 계약의 대사제
- 9장 : 옛 언약과 제사, 새 언약과 제사, 죽음의 정의(히브리서 27절~28절)
- 10장 : 유일한 희생 제사의 효과, 충실한 신앙생활
- 11장 : 믿음의 역사와 믿음의 정의와 미래 시대의 믿음.
- 12장 : 시련과 인내, 하나님의 은총과 부르심에 합당한 생활
- 13장 : 참된 공동체, 축복과 끝 인사

### 목적
처음에 예수님을 따랐던 사람들은 유대인들이었다. 그런데, 시간이 지남에 따라서 이방인들이 숫자가 늘어나기 시작해서 급기야, 이방기독교인의 숫자가 유대기독교인의 숫자를 크게 압도하게 된다. 또한, 일부 유대기독교인들이 예수를 따른다는 것에 대한 온전한 의미를 잘 이해하지 못하고 있었다. 히브리인들에게 보낸 편지의 기자는 유대기독교인들이 전통적인 믿음의 방식을 버리고, 그리스도 안에서 온전해지기를 바랐다.

### 네 가지 가르침
히브리서 기자는 예수그리스도와 우리를 구원하심을 말하고있다. 히브리서는 다음 네 가지를 다룬다.
- 예수는 완전한 대제사장이고 제물이다. 예수그리스도는 구약의 제사를 끝내신 마지막 대제사장이다. 그는 레위 제사장들과 같지 않으시고, 멜키세첵과 같은 제사장이시다. 레위제사장들은 죄가 있지만, 예수는 죄가 없다. 유대교의 대제사장은 자기와 다른이들을 위해서 제사드렸지만, 예수는 자기를 위해서가 아니라 오직 다른이들을 위해서 제사드렸다. 참고로, 시편 110편에는 '너는 멜기세덱의 서열을 따라 영원한 제사장이라'는 표현이 히브리어 원어로는 '너는 내 명령에 따라 영원한 제사장이라, 멜기세덱이여'[42]이지만 히브리서 7장에서는 '너는 멜기세덱의 서열을 따라 영원한 제사장이라'를 뜻하는 헬라어로 기록되어 있다.

- 예수의 인성에 대해서 다룬다. 예수는 기도했고, 시험당했고, 고난당했고, 죽으셨다. 그러기에 우리의 심정을 아시고, 비슷한 처지에 있는 우리를 도우실수가 있다.

- 히브리인들에게 보낸 편지는 구원의 확신에 대해서도 다루고 있지만, 구원을 향한 인내에 더 많은 비중을 두고있다. 당시 기독교인들이 그리스도에 대한 믿음을 고백하고 있었지만, 많은 사람들이 끝까지 믿음을 지켜나가진 못하고 있었다. 그래서 히브리인들에게 보낸 편지의 기자는 장차 박해가 심해져서 죽이기까지 하는 상황이 나타나면 어떻게 될지 걱정했다. 그래서, 그는 성장하지 못하는 믿음에 대해 경고했다.

- 자기 십자가를 진다는 것은 예수그리스도를 위해서 기꺼이 죽을 수 있는 것을 말하고, 또한, 예수그리스도를 위한 삶을 기꺼이 살아간다는 것을 말한다. 우리의 힘으로는 이런 것들을 할 수 없지만, 우리와 함께하시는 성령이 우리로 하여금 그리스도를 위한 삶을 살아가게 한다.

## 특색
히브리인들에게 보낸 편지는 신약성경 가운데 가장 적게 읽히고, 연구되고, 설교되는 성경 중의 하나이다. 어느 시대에나 히브리서는 경고의 말씀 때문에 불편하게 여겨왔다. 더욱이, 오늘날은 히브리인들에게 보낸 편지에 나타나는 종교의식을 이해하는 데 난해함을 겪고 있기도 하다. 그러나 그리스도교의 가장 핵심적인 교리를 설명하고 있기 때문에 가장 중시되는 신약성경이기도 하다.

## 같이 보기
- 프레드릭 페비 브루스
- 도널드 거스리